# Стародубское княжество (Северская земля)

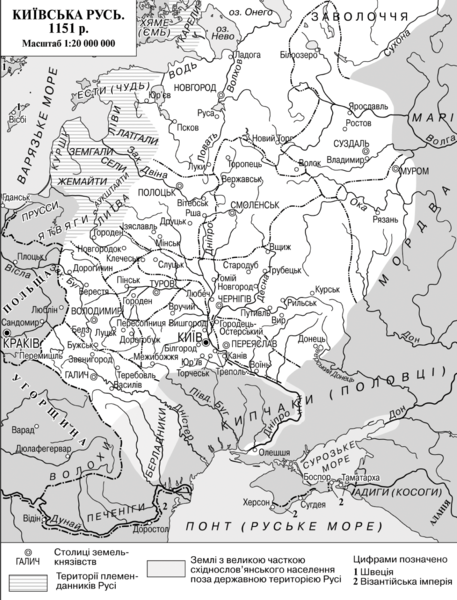
Стародуб на карте Руси

Стародубское княжество — удельное княжество в Северской земле, существовавшее в общей сложности с середины XII века по 1517 год. Центр — город Стародуб (ныне — Брянская область).

## История
Стародубское княжество было образовано в ходе разветвления чернигово-северских Ольговичей и территориального дробления их владений. Всеволод Ольгович, став великим князем Киевским в 1139 году, отдал Чернигов двоюродным братьям Давыдовичам. Затем в Стародубе упоминается вернувшийся на юг из Новгорода Святослав Ольгович, из чего в частности Войтович Л.В. делает вывод о стародубском княжении Святослава в 1141—1146 годах. После изгнания в ходе междоусобной войны Святослава Ольговича Стародубом владели Давыдовичи, пошедшие на союз с Изяславом Мстиславичем.
Стародуб был удержан Изяславом Давыдовичем при его переходе в Киев и занятии черниговского княжения Святославом Ольговичем в 1157 году (последний жаловался, что кроме Чернигова владел только семью городами пустыми, где жили псари да половцы). После пресечения династии Давыдовичей Стародуб вместе с другими черниговскими волостями оказался под властью потомков Всеволода Ольговича (в отличие от северских, которыми владели потомки Святослава Ольговича): Святослав Всеволодович отдал лепшую волость (под которой понимается Стародуб) брату  Ярославу, а во Вщиже посадил сына. Реконструкцию мест и дат княжений предпринял Войтович Л. В., однако сведения первоисточников очень скудны и не содержат прямых предпосылок для выводов исследователя. Согласно его реконструкции, Стародуб перешёл от Ярослава Всеволодовича сыну Святослава Всеволодовича Олегу, которого исследователь считает старшим. В то же время например Зотов Р. В. считает старшим Владимира, княжившего (по Войтовичу) во Вщиже с 1167 года.
На рубеже XII/XIII веков историки фиксируют закрепление удельных столов Чернигово-Северской земли за определёнными линиями, но достоверные примеры касаются некрупных столов (Козельск, Трубчевск, Рыльск и др.) и непонятно, осели ли какие-либо линии Ольговичей в Новгороде-Северском и Стародубе. Потомки Олега Святославича (Давыдовичи) как правило считаются последними новгород-северскими князьями, однако согласно старейшим (Карамзин Н. М.) и новейшим (Безносюк С. Н.) исследованиям в Новгороде-Северском осталась младшая ветвь.
С монгольским нашествием на Русь известия о княжестве исчезают, во второй половине XIII века территория оказывается под властью брянских князей.

### Сновская тысяча
В частности Насонов А. Н. и Зайцев А. К. считают Стародуб и Сновск (Сновская тысяча) единой волостью, изначально включавшей и Новгород-Северский, а в 1164 году отделённой от него. По реконструкции того же Войтовича Л. В., сновскими князьями были Ярославичи.

### Князья (реконструкция Войтовича Л. В.)
- Святослав Ольгович (1141—1146)
- Изяслав Давыдович (1147—1151)
- Святослав Всеволодович (1155—1157)
- Святослав Владимирович (1157—1160)
- Ярослав Всеволодович (1160—1180)
- Олег Святославич (1190—1198)
- Всеволод Святославич Чермный (1198—1202)
- Глеб Святославич (1202—1204)
- Рюрик Ольгович?
- Давыд Ольгович?
- Владимир Давыдович?[3]

## Литовский период

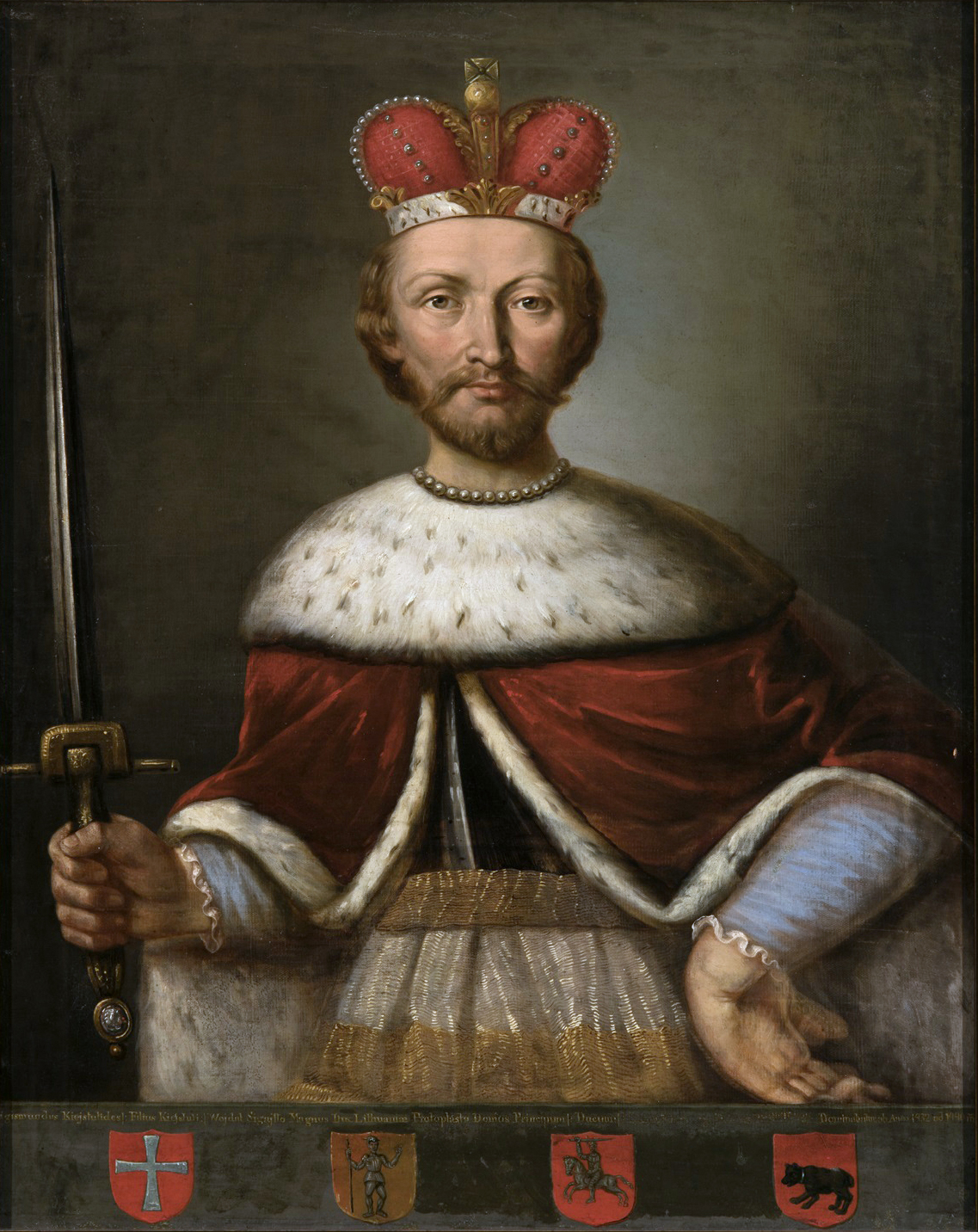
Зигмунт Кейстутович.

В 1356 году во время междоусобиц Брянским княжеством овладел великий князь литовский Ольгерд. После этого стародубским князем был Патрикей Наримунтович, считающийся внуком великого князя литовского Гедимина. Данное мнение базируется на отождествлении Патрикея Наримунтовича с Патрикеем Давыдовичем стародубским, упомянутым в Любецком синодике. По другой версии, Патрикей был сыном князя Давыда, бывшего старостой Гродно и служившим Литве против крестоносцев.
Также стародубским (и трубчевским) князем был Дмитрий Ольгердович, участник Куликовской битвы (1380), погибший в битве на Ворскле (1399).
В 1455—1517 годах Стародубским княжеством владели бежавший из Великого княжества Московского бывший можайский князь Иван Андреевич и его потомки. В 1465 им также были переданы Брянск (до 1486) и Гомель.
В 1499 годах по грамоте великого князя литовского Александра Ягеллона в вотчину Семёна Ивановича Стародубского входили города Стародуб, Гомель, Чернигов, Карачев и Хотимль. Это было крупнейшее удельное княжество на территории ВКЛ.
В 1500 году Семён Иванович Можайский-Стародубский перешёл на службу к великому князю Московскому Ивану III со всеми своими владениями. Литовско-русский договор 1503 года подтвердил вхождение этих территорий в состав Русского государства.
В 1517 году Стародубское княжество было ликвидировано.

### Князья
- Патрикей Наримунтович/Патрикей Давыдович (?)
- Дмитрий Ольгердович (ок.1370—1380)
- Александр Патрикеевич (?—1402)
- Сигизмунд Кейстутович (1406—1432)
- Василий Ярославич (князь серпуховско-боровский) (1445—1449)
- Иван Андреевич (князь можайский, стародубский) (1455—ок.1485[6])
- Фёдор Андреевич (в 1486 убит жителями Брянска)
- Андрей Иванович Можайский (1486—ок.1487) (в его владения входили Брянск (до 1486) и некоторые гомельские волости)
- Семён Иванович Можайский (ок.1487—1505[7]/1508[8])
- Василий Семёнович Можайский (1508—1517)